# Stenus sphaerops
Stenus sphaerops är en skalbaggsart som beskrevs av Thomas Casey. Stenus sphaerops ingår i släktet Stenus och familjen kortvingar. Inga underarter finns listade i Catalogue of Life.